# Biografii din bibliografia lexiconului bisericesc
Biographisch-Bibliographisches Kirchenlexikon (BBKL, română Biografii din bibliografia lexiconului bisericesc) este o enciclopedie biografică germană ce acoperă persoane în legătură cu istoria Bisericii, fondată în 1975 de Friedrich Wilhelm Bautz.
Cuprinde circa 20000 articole, multe din ele disponibile online. Lexiconul cuprinde un număr de peste 20000 de articole, la unele din aceste articole au contribuit și oameni de știință renumiți. Izvoarele folosite de lexicon sunt luate din domenii diferite ca: teologie, istorie, literatură, muzică, pictură, pedagogie și filozofie.

## Literatură
- Friedrich Wilhelm Bautz (din Band 3 (Vol. 3) celelalte continuate de Traugott Bautz): Biographisch-bibliographisches Kirchenlexikon, 14 Bände (+ bisher 14 Ergänzungsbände), Bautz, Hamm 1975ff
  - Band 1 (Aalders–Faustus v. Byzanz), Hamm 1975, ISBN 3-88309-013-1
  - Band 2 (Faustus v. Mileve–Jeanne, d'Arc), Hamm 1990, ISBN 3-88309-032-8
  - Band 3 (Jedin–Kleinschmidt), Herzberg 1992, ISBN 3-88309-035-2
  - Band 4 (Kleist–Leyden), Herzberg 1992, ISBN 3-88309-038-7
  - Band 5 (Leyen–Mönch), Herzberg 1993, ISBN 3-88309-043-3
  - Band 6 (Moenius–Patijn), Herzberg 1993, ISBN 3-88309-044-1
  - Band 7 (Patocka–Remachus), Herzberg 1994, ISBN 3-88309-048-4
  - Band 8 (Rembrandt–Scharbel (Charbel)), Herzberg 1994, ISBN 3-88309-053-0
  - Band 9 (Scharling–Sheldon), Herzberg 1995, ISBN 3-88309-058-1
  - Band 10 (Shelkov–Stoß, Andreas), Herzberg 1995, ISBN 3-88309-062-X
  - Band 11 (Stoß, Veit–Tieffenthaler), Herzberg 1996, ISBN 3-88309-064-6
  - Band 12 (Tibbon–Volpe), Herzberg 1997, ISBN 3-88309-068-9
  - Band 13 (Voltaire–Wolfram von Eschenbach), Herzberg 1998, ISBN 3-88309-072-7
  - Band 14 (Abachum–Zygomalas), Herzberg 1998, ISBN 3-88309-073-5

Suplimente:
- - Band 15, Herzberg 1999, ISBN 3-88309-077-8
  - Band 16, Herzberg 1999, ISBN 3-88309-079-4
  - Band 17, Herzberg 2000, ISBN 3-88309-080-8
  - Band 18, Herzberg 2001, ISBN 3-88309-086-7
  - Band 19, Nordhausen 2001, ISBN 3-88309-089-1
  - Band 20, Nordhausen 2002, ISBN 3-88309-091-3
  - Band 21, Nordhausen 2003, ISBN 3-88309-110-3
  - Band 22, Nordhausen 2003, ISBN 3-88309-133-2
  - Band 23, Nordhausen 2004, ISBN 3-88309-155-3
  - Band 24, Nordhausen 2005, ISBN 3-88309-247-9
  - Band 25, Nordhausen 2005, ISBN 3-88309-332-7
  - Band 26, Nordhausen 2006, ISBN 3-88309-354-8
  - Band 27, Nordhausen 2007, ISBN 3-88309-393-9
  - Band 28, Nordhausen 2007, ISBN 3-88309-413-7
  - Band 29, Nordhausen 2008, ISBN 3-88309-452-6
  - Band 30, Nordhausen 2009, ISBN 3-88309-478-6
  - Band 31, Nordhausen 2010

Vezi și: Template:BBKL